# Дом, в котором жил Ф. Ф. Буссе
Дом, в котором жил Ф. Ф. Буссе — жилой дом во Владивостоке, в котором жил исследователь края, основатель общества изучения Амурского края Фёдор Фёдорович Буссе. Построен в 1884 году. Автор проекта неизвестен. Историческое здание по адресу улица Прапорщика Комарова, 23 сегодня является объектом культурного наследия Российской Федерации.

## История
Дом построен в 1884 году, автор проекта неизвестен. В этом доме в 1885 году жил Фёдор Фёдорович Буссе — русский географ-экономист, археолог, этнограф, историк, первый председатель первого научного общества на Дальнем Востоке. Действительный статский советник, двоюродный брат Николая Буссе, первого военного губернатора Амурской области. В 1861 году он отправился на Дальний Восток, получив государственную должность по рекомендации Николая Буссе — чиновника по особым поручениям в Главном Управлении Восточной Сибири. Занимался вопросами заселения территорий и контроля над устройством новых поселений Южно-Уссурийского края. После смерти двоюродного брата в 1866 году переехал в Приморскую область, где работал до 1895 года, занимаясь организацией переселения людей в Приморье морским путём. В 1882 году был назначен начальником переселенческого управления в Южно-Уссурийский край. В 1884 году во Владивостоке был в числе учредителей первого научного учреждения на Дальнем Востоке — Общества изучения Амурского края, и стал его первым председателем. В советский период в доме находились коммунальные квартиры, долгое время особняк был в упадке. В конце 90-х особняк был восстановлен девелопером и общественным деятелем Вершининым Дмитриевич Николаевичем.

## Архитектура
Дом жилой одноэтажный каменный. Фасад по улице Прапорщика Комарова завершён справа крупным ризалитом, слева — двухколонным портиком, оба выступающих с общей линии здания элемента завершены полукруглыми фронтонами. Стены имеют богатую кирпичную пластику: полуциркулярное оформление окон, пояски в пространстве простенков, подоконные ниши, широкий карниз с аркатурным поясом и поребриком.